# Sarwendah Kusumawardhani
Sarwendah Kusumawardhani (Malang, 22 de agosto de 1967) es una deportista indonesia que compitió en bádminton, en la modalidad individual. Ganó dos medallas en el Campeonato Mundial de Bádminton en los años 1989 y 1991.

## Palmarés internacional
| Campeonato Mundial | Campeonato Mundial     | Campeonato Mundial | Campeonato Mundial |
| Año                | Lugar                  | Medalla            | Prueba             |
| ------------------ | ---------------------- | ------------------ | ------------------ |
| 1989               | Yakarta (Indonesia)    | Medalla de bronce  | Individual         |
| 1991               | Copenhague (Dinamarca) | Medalla de plata   | Individual         |